# The Year of the Voyager
The Year Of The Voyager es un DVD / CD doble realizado por el grupo de metal progresivo Nevermore. Fue lanzado al mercado el 20 de octubre de 2008 en Europa y el 25 de noviembre de 2008 en Norteamérica, a través de Century Media. El trabajo cubre la gira de "This Godless Endeavor", con la filmación en directo de la gira americana del Gigantour de 2005, el Metal Mania festival 2006 en Poland, el Wacken Open Air festival en 2006 en Alemania y el DVD principal con un concierto realizado en Zeche, Bochum, Alemania. El material de bono incluye dos canciones del Century Media USA 10th Anniversary Party de 2001, todos los videos promocionales y una entrevista con el cantante, Warrel Dane, grabada en el Roax Film Studios en Berlín durante la primavera de 2008.
"The Year Of The Voyager" fue editado como edición limitada de 2DVD+2CD, estándar 2DVD, estándar 2CD y edición limitada de 3LP (donde los dos últimos son el audio del directo de Bochum).

## Versión DVD

### Disco Uno

#### Zeche Bochum, Alemania (11 de octubre de 2006)
1. "Intro"
2. "Final Product"
3. "My Acid Words"
4. "What Tomorrow Knows/Garden Of Grey"
5. "Next In Line"
6. "Enemies Of Reality"
7. "I, Voyager"
8. "The Politics Of Ecstasy"
9. "The River Dragon Has Come"
10. "I Am The Dog"
11. "Dreaming Neon Black"
12. "Matricide"
13. "Dead Heart In A Dead World"
14. "Noumenon (from tape)"
15. "Inside Four Walls"
16. "The Learning"
17. "Sentient 6"
18. "Narcosynthesis"
19. "The Heart Collector"
20. "Born"
21. "This Godless Endeavor"

### Disco Dos

#### Gigantour - Bell Centre, Montreal, Canadá (2 de septiembre de 2005)
1. "Born"
2. "Enemies Of Reality"

#### Metal Mania Festival - Spodek, Katowice, Polonia (4 de marzo de 2006)
1. "Final Product"
2. "The Heart Collector"
3. "Enemies Of Reality"
4. "The Seven Tongues Of God"

#### Wacken - Wacken Open Air, Alemania (4 de agosto de 2006)
1. "Final Product"
2. "Narcosynthesis"
3. "Engines Of Hate"
4. "Born"

#### Material de bono

##### Century Media USA 10th Anniversary Party - The Roxy, LA (28 de septiembre de 2001)
1. "Engines Of Hate"
2. "Beyond Within"

##### Videos promocionales
1. "What Tomorrow Knows"
2. "Next In line "
3. "Believe In Nothing"
4. "I, Voyager"
5. "Enemies Of Reality"
6. "Final Product"
7. "Born"
8. "Narcosynthesis"

##### Tráileres
1. Nevermore - "The Year Of The Voyager"
2. Paradise lost - "Over The Madness"
3. Strapping Young Lad - "1994 - 2006 Chaos Years"

## Versión CD
Disco Uno
1. "Final Product"
2. "My Acid Words"
3. "What Tomorrow Knows/Garden Of Grey"
4. "Next In Line"
5. "Enemies Of Reality"
6. "I, Voyager"
7. "The Politics Of Ecstasy"
8. "The River Dragon Has Come"
9. "I Am The Dog"
10. "Dreaming Neon Black"

Disco Dos
1. "Matricide"
2. "Dead Heart In A Dead World"
3. "Inside Four Walls"
4. "The Learning"
5. "Sentient 6"
6. "Narcosynthesis"
7. "The Heart Collector"
8. "Born"
9. "This Godless Endeavor"

## Formaciones del grupo

### Bochum & Wacken
- Warrel Dane - voces
- Jeff Loomis - guitarra
- Chris Broderick - guitarra
- Jim Sheppard - bajo
- Van Williams - batería

### Gigantour & Metal Mania
- Warrel Dane - voces
- Jeff Loomis - guitarra
- Steve Smyth - guitarra
- Jim Sheppard - bajo
- Van Williams - batería

### Live at The Roxy
- Warrel Dane - voces
- Jeff Loomis - guitarra
- Curran Murphy - guitarra
- Jim Sheppard - bajo
- Van Williams - batería

## Especificaciones
- Estudio: Century Media
- Ratio: 16:9 Widescreen
- Formato: Color, DVD-Video, Live, NTSC
- Idioma: Inglés
- Formato de audio: Dolby 2.0 / Dolby 5.1